# 墨菲罗斯大鼠
墨菲罗斯大鼠（Murphy Roths Large）是在1999年发现的具有显著的组织再生能力的小家鼠。

## 研究
墨菲罗斯大鼠是小鼠属中表现再生能力最强的品种。正在研究这些动物并试图把这种能力应用到人类身上。
通过比较愈合良好的MRL鼠和愈合不良的C57BL/6鼠的基因表现差异，已经确定36个基因用于决定这种愈合能力。
MRL鼠的再生能力保护他们免于心肌梗死，成年哺乳动物心肌细胞的再生是十分局限的，因为心脏的心肌细胞几乎都处于G0期，即终末分化期。MRL鼠在心脏病发作后同一般的鼠类的心肌损伤和瘢痕组织数几乎一样，然而，根据最新的研究证明，这种情况并非永远如此，心脏损伤后的MRL小鼠能够再生损伤部位的组织。